# 張子慧
張子慧（1946年5月6日—），生於香港，已退役香港著名足球運動員，司職中鋒，綽號「阿平」，為叱吒香港及亞洲球壇的球星，與父親張金海及二兄張子岱都是前中華民國國腳。

## 球員生涯
張子慧原籍上海市浦東鎮，生於香港，父親張金海曾出戰1948年倫敦世運，是香港甲組球會星島教練；侄子為已故形象設計師張學潤。張子慧因父親身份關係而從小加入星島青年軍。他早年就讀慈幼學校、慈幼英文學校以及聖璐琦男女英文書院，於1960年在甲組初出道時年僅14歲，張子慧首次於星島球會上陣對當年班霸南華已鋒芒畢露，並在一次衝門時與南華著名後衛有鋼骨遮稱號的陸達熙爭頂，陸達熙當場暈厥送院救治並因腦受震盪要留院觀察數天才康復，不過張子慧卻無大礙並踢足全埸，賽後吸引傳媒大事報導而兩人也接受電台訪問。
在1967年球季張子慧與張子岱為星島奪得金禧盃冠軍於決賽中以3–1擊敗警察隊。1968年球季，張子慧與兄長張子岱加盟北美足球聯賽球會溫哥華皇家並與巴西世界級球星華華及加連查等同隊，季尾溫哥華皇家解散，張子慧返港先後效力於星島、消防和精工，直到1979年掛靴。其後於1981年，張子慧移民加拿大多倫多。

## 國際賽生涯
1963年球季結束，張子慧與兄長張子岱一起入選為中華民國國腳，出席當年馬來西亞的默迪卡盃，與當時的天皇球星姚卓然及有神童之稱的最佳中場黃文偉同隊，並於決賽時擊敗韓國奪得冠軍。1966年球季結束後張子慧代表中華民國青年軍，參加亞青盃，最終奪得季軍佳績。於1967年球季結束後再與兄長參加亞洲盃東北亞賽區預賽，協助球隊戰和日本及擊敗韓國力壓二強奪得分區冠軍，取得1968年決賽週出線權。

## 家庭生活
張子慧有「拚命三郎」的別號，於1960年在甲組初出道時年僅14歲故又稱「張十四」，張子慧是前上海足球名將張金海兒子，張父於1938年移居香港育有四子，而張子慧是幼子在1946年和平後出生故取乳名「阿平」，與二兄張子岱及父親張金海都曾代表中華民國國家足球隊。張氏四兄弟之中除了三哥之外其餘三人均曾經是甲組球員，長兄張子文曾效力星島、光華及警察。張子慧最喜歡的球星是巴西球王比利因為他球技全面擅於控制比賽節奏，而最喜歡的當今球星則是阿根廷球星美斯，因為他的控球、射球和體育精神都值得學習。

## 個人榮譽
- 香港甲組足球聯賽神射手（1972–73年度）